# Gálatas 3
Gálatas 3 é o terceiro capítulo da Epístola aos Gálatas, de autoria do Apóstolo Paulo, que faz parte do Novo Testamento da Bíblia.

## Estrutura
I. A defesa da doutrina da justificação pela fé sem as obras da Lei (continuação de Gálatas 2)
1. Ao apelar para as anteriores experiências espirituais dos gálatas, v. 1-5
2. Ao mostrar que Abraão foi justificado pela fé, v. 6-9
3. Ao mostrar que a Lei, além de não ter poder de redenção, trouxe uma maldição ao desobediente, da qual Cristo redimiu os crentes, v. 10-14
4. Ao provar que a Lei não cancelava o pacto da salvação pela fé, v. 15-18
5. Ao indicar que a Lei, como guia, tinha o propósito de conduzir a Cristo, v. 19-25
6. Ao mostrar os prejuízos dos que renunciam à fé em Cristo e voltam ao legalismo
a) Perda da bênção de sua herança como filhos de Deus e retorno ao cativeiro do cerimonialismo, v. 26-29

## Manuscritos originais
- O texto original é escrito em grego Koiné.
- Alguns dos manuscritos que contém este capítulo ou trechos dele são:
  - Papiro 46
  - Papiro 99
  - Codex Vaticanus
  - Codex Sinaiticus
  - Codex Alexandrinus
  - Codex Ephraemi Rescriptus
  - Codex Freerianus
  - Codex Claromontanus
- Este capítulo é dividido em 29 versículos.